# Pál Harkai Schiller
Dans le nom hongrois Harkai Schiller Pál, le nom de famille précède le prénom, mais cet article utilise l’ordre habituel en français Pál Harkai Schiller, où le prénom précède le nom.
Pál Harkai Schiller, ou Paul von Schiller, né à Budapest le 4 novembre 1908 et mort aux États-Unis en 1949, est un psychologue hongrois.
Il est connu pour avoir créé l'Institut de Psychologie de l'université de Budapest, en 1936.

## Carrière
Il entra à l'université royale hongroise Péter Pázmány (aujourd'hui université Loránd Eötvös) en 1926. Là, il étudia avec le philosophe Ákos Pauler (en) et le psychologue Pál Ranschburg (de).
Il obtint un doctorat de psychologie en 1930. Il acquit une expérience de recherche à l'institut Ranschburg Pál de Budapest, puis se rendit en 1936 à Berlin pour étudier à l'institut de psychologie de la forme de Wolfgang Köhler.
Après avoir acquis la qualité de professeur invité (magántanár) à l'université de Budapest en 1936, il créa l'Institut de psychologie de son université, initiative soutenue par l'Association psychologique de Hongrie. Il édita une série de livres Lélektani tanulmányok (« Études psychologiques ») publiés par l'Institut de Psychologie qu'il dirigeait. Ses travaux furent notamment influencés par Wolfgang Köhler, Jean Piaget et Karl Bühler. Entre 1930 et 1940, Pál Harkai Schiller, Ferenc Mérei (en), László Tihamér Kiss (hu) et Hildebrand Dezső Várkonyi (en) furent les principaux diffuseurs en Hongrie des travaux et théories du psychologue Jean Piaget, notamment de l'épistémologie génétique. Pál Harkai Schiller conduisit également plusieurs expériences sur le développement psychologique de jeunes chimpanzés à travers le dessin.
En 1939, Schiller se maria avec Klára Imrédy, une étudiante en psychologie à l'université Pázmány.
Il prit également part à l'établissement de l'Institut d'aptitude de l'armée (Honvéd Képességvizsgáló Intézet) et aida à équiper la station psychotechnique de la MÁV, la compagnie de chemins de fer hongroise, ainsi que d'autres compagnies. Il émigra aux États-Unis en 1947 et mourut deux ans plus tard d'un accident de ski. 

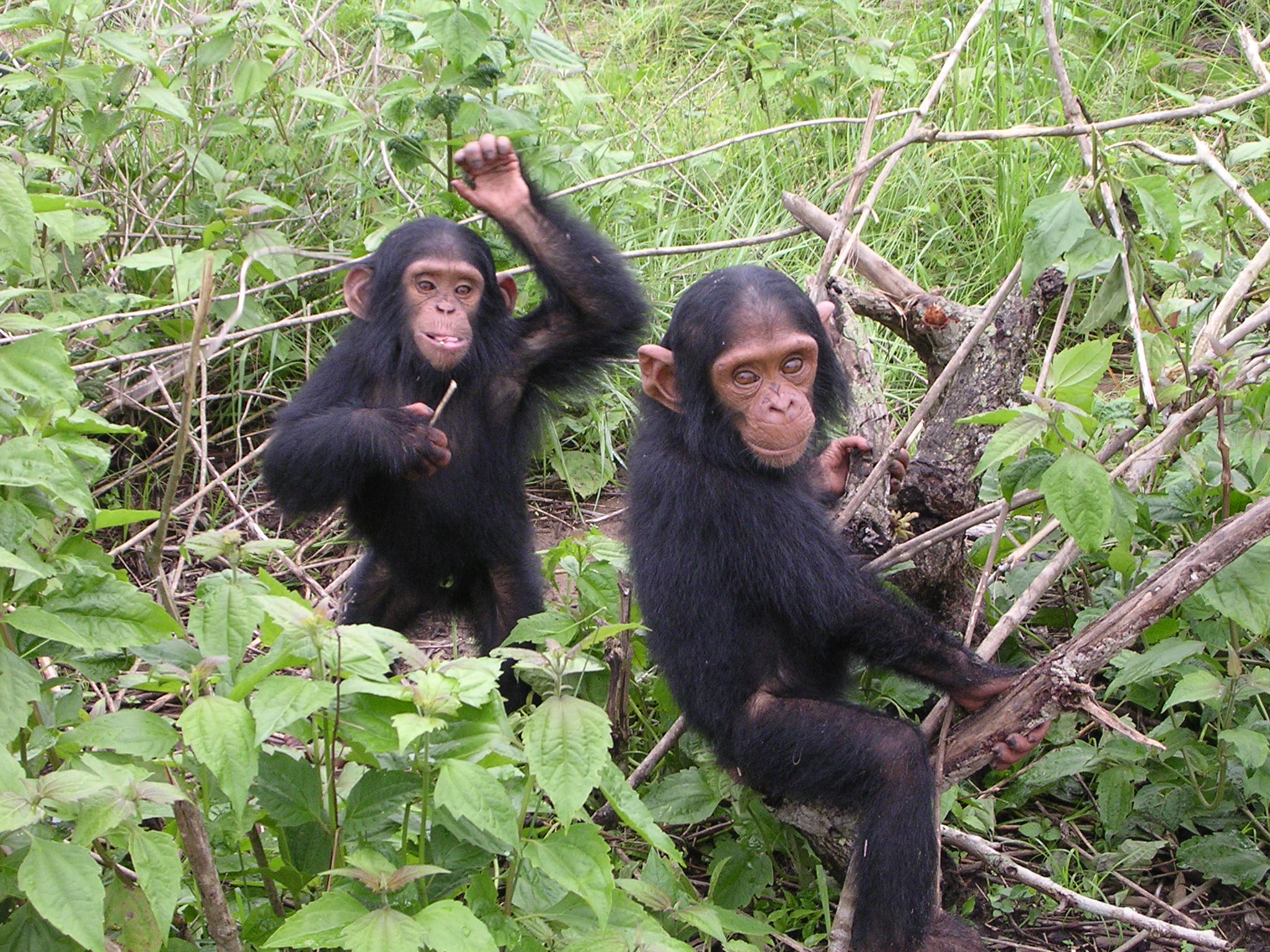
Jeunes chimpanzés jouant.

La bibliothèque de l'Institut des sciences comportementales de l'université Semmelweis de Budapest porte son nom.

## Appartenance
- Association hongroise de psychologie (Magyar Pszichológiai Társaság)

## Travaux notoires
- (hu) A lélektani kategóriák rendszerének kialakulása, Budapest, 1930, 107 p.
- (hu) Pszichológia és emberismeret : Bevezetés a pszichológiába és a pszichotechnikába, Budapest, 1934, 146 p. — réédition : Budapest, Pythia, 2010  (ISBN 9639790451).
- (hu) Dohányzási szokások Budapesten : Gazdaságpszichológiai tanulmány, Budapest, 1938, 78 p.
- (hu) « Értelempróbák szerkesztése », Magyar Pszichológiai Szemle,‎ 1938 (avec Zoltán Komjáthy).
- (hu) « A cselekvéstan alaptételei. A cselekvés motivációs elmélete », Athenaeum,‎ 1939.
- (hu) A lélektan feladata [« La fonction de la psyché »], Budapest, 1940 — réédition : Budapest, Osiris, 2002  (ISBN 9633893097), avec une postface de Csaba Pléh.
- (hu) Bevezetés a lélektanba : A cselekvés elemzése, Budapest, 1944, 310 p..
- Pál Harkai Schiller (dir.), avec la participation de Gyula Kornis (en) et Béla Brandenstein, coll. « Lélektani tanulmányok / Psychological studies / Psychologische Studien : Jelentés a Kir. Magy. Pázmány Péter Tudományegyetem Lélektani Intézetéből » [« Rapports de l'Institut de psychologie de l'université Pázmány »], Budapest, 1937–1947.
- (en) « Paul Ranschburg (de): 1870–1945 », American Journal of Psychology, Ithaca, N.Y., Cornell Univ.,‎ 1947, p. 444–446.

## Sources
- (hu) Zoltán Báthory (dir.) et Iván Falus (dir.), Pedagógiai Lexikon, vol. 1, Budapest, Keraban Könyvkiadó, 1997 (ISBN 963-8146-45-1), « Harkai Schiller Pál », p. 644.
- (hu) Ágnes Kenyeres (dir.), Magyar életrajzi lexikon II. (L–Z) [« Encyclopédie biographique hongroise »], Budapest, Akadémiai kiadó, 1969, 1099 p. (ISBN 978-963-05-2497-1, lire en ligne), « Schiller Pál (Harkai Schiller) »